# Massarina bipolaris
Massarina bipolaris är en svampart som beskrevs av K.D. Hyde 1995. Massarina bipolaris ingår i släktet Massarina och familjen Massarinaceae.   Inga underarter finns listade i Catalogue of Life.